# MRX 복합체
MRX 복합체(MRX complex)는 Mre11, Rad50, 그리고 Xrs2로 구성된 삼가(이종삼합체) 동의유전자 단백질 복합체이다. MRX 복합체는 포유류의 Mre11-Rad50-Nbs1 (MRN) DNA 손상 회복 복합체의 출아 효모 동족체이다.